# I-41 (sous-marin)
Le I-41 (イ-41) est un sous-marin japonais de type B Mod.1 ((乙型改一（伊四十型）, Otsu-gata Kai-1）ayant servi durant la Seconde Guerre mondiale dans la Marine impériale japonaise. 

## Construction
Construit par l'Arsenal naval de Kure au Japon, le I-41 a été mis sur cale le 18 mars 1942 sous le nom de Sous-marin No. 371. Le 20 août 1942, il est renommé I-41 et provisoirement rattaché au district naval de Yokosuka. Il a été lancé le 10 novembre 1942. Il a été achevé et mis en service le 18 septembre 1943 dans la Marine impériale japonaise.

## Description
Le I-41, pesant près de 2 624 tonnes en surface, était capable de plonger à 100 m, puis de se déplacer à une vitesse maximale de 8 nœuds, avec une autonomie de 96 milles nautiques à une vitesse réduite de 3 nœuds. En surface, sa portée était de 14 000 milles nautiques, développant une vitesse maximale de 23,6 nœuds. Il transportait un hydravion de reconnaissance biplace Yokosuka E14Y (connu des Alliés sous le nom de Glen), stocké dans un hangar hydrodynamique à la base de la tour de navigation (kiosque).

## Histoire de service
Lors de sa mise en service, le I-41 est rattaché au district naval de Yokosuka et affecté au 11e escadron de sous-marins de la 1re Flotte, et s'est rendu à Yokosuka pour les derniers essais sous le commandement du lieutenant commandant Tamori Yoshimatsu. Il est opérationnel le 15 décembre 1943 et le commandement a été transféré au lieutenant commandant Itakura Mitsuma. Le I-41 a été réaffecté à la 6e Flotte dans la 15e division de sous-marins du 1er escadron de sous-marins.

### Sous-marin de ravitaillement
Le 29 décembre 1943, le nouveau sous-marin quitta Tokosuka pour Truk. Arrivé à Truk le jour de l'an 1944, son canon de pont et toutes ses torpilles sont ramenés à terre pour préparer le sous-marin à une mission de ravitaillement. Neuf jours plus tard, le I-41 fut désigné comme le navire amiral de la 15e division de sous-marins. Le 15 janvier 1943, le I-41 appareilla de Truk pour Rabaul. En cours de route, le1er escadron de sous-marins fut démantelé et le sous-marin fut rattaché directement à l'état-major de la 6e Flotte. Il accosta à Rabaul le 19 janvier 1944, chargea des provisions et partit quatre jours plus tard pour sa première traversée de ravitaillement vers Sarmi, en Nouvelle-Guinée. Le I-41 est arrivé à Sarmi le 25 janvier et a déchargé, repartant immédiatement pour retourner à Rabaul. Il y est arrivé le 27 janvier. Le 31 janvier, le sous-marin a repris la mer en direction de l'île de Bougainville. Après avoir évité les champs de mines et les patrouilles ennemies, il est arrivé à Buin, a déchargé le 4 février et est rentré à Rabaul le 7 février. Entre le 12 et le 24 février, il effectue une nouvelle traversée de ravitaillement vers Buin, s'amarre à nouveau à Rabaul avant de repartir pour Truk le 27 février avec comme passagers 98 pilotes et officiers d'état-major de la marine, dont le commandant du 501e groupe aéronaval. Il est arrivé à Truk le 2 mars en toute sécurité et a déchargé ses passagers. Il a navigué le 7 mars vers Rabaul, mais a été rappelé à Truk le 9.
Après une semaine de répit, le I-41 a repris la mer pour Rabaul le 15 mars. En cours de route, le 19 mars, le I-41 faisait surface au nord de Rabaul lorsqu'il fut attaqué par deux torpilles d'un sous-marin ennemi inconnu. Les vigies ont vu les "poissons" à temps et le lieutenant commandant Itakura a pu échapper à l'attaque en tournant brusquement à bâbord; la torpille la plus proche a passé à 55 mètres devant le sous-marin. A son arrivée à Rabaul le lendemain, il a été réaffecté au 7e escadron de sous-marins.
La Fleet Radio Unit Melbourne (FRUMEL) a intercepté et décodé le jour même un message indiquant que le I-41 devait quitter Rabaul à 3h00 le 21, passer par la position géographique de 3° 08′ S, 149° 21′ E à 2h00 le 23, et arriver à Truk à 13h30 le 25. Cette information était exacte. Le sous-marin est parti à l'heure prévue en transportant 98 passagers, dont le commandant du 7e escadron de sous-marins, le contre-amiral Owada Noboru, son état-major et un certain nombre d'aviateurs. Alors qu'il était en route, FRUMEL a intercepté un autre message qui disait : "Attendez-vous à ce que le sous-marin I-41 arrive dans le chenal sud vers 9h00 demain 25." Ce message était également exact. Malgré cela, le sous-marin n'a pas été attaqué et est arrivé sain et sauf à Truk le 25 mars. Il a été escorté par le Kinpo Maru no 1 dans le chenal sud.

### Opération Tatsumaki
En avril 1944, le I-41 fut sélectionné comme l'un des sous-marins qui participèrent à un assaut amphibie sur Majuro dans les îles Marshall. Il reçut l'ordre de s'entraîner avec les I-36, I-38, I-44 et I-53 pour cette attaque, qui demandait aux sous-marins de transporter des chars amphibies type 4 Ka-Tsu modifiées, armées chacune de deux torpilles de 450 millimètres (17,7 pouces) de Kure à Majuro. Une fois sur place, ils seraient débarqués, se rendraient par voie terrestre et entreraient à nouveau dans l'eau pour attaquer les navires qui s'y trouvaient. Mais le plan a été annulé avant d'avoir pu être réalisé.

### Retour au service de ravitaillement
Avec l'annulation de l'opération Tatsumaki, le I-41 a repris ses fonctions précédentes de sous-marin d'approvisionnement. Il quitta Truk le 1er avril 1944, effectuant sa troisième traversée vers Buin avec 50 tonnes de nourriture. Il est arrivé le 7 avril, a déchargé, embarqué 73 passagers et est retourné à Truk. Le I-41 accosta à Truk le 13 avril. Son canon de pont a été remonté pendant son escale dans le lagon de Truk. Pour son ravitaillement réussi, le lieutenant commandant Itakura reçoit un cadeau de cigarettes du vice-amiral Takagi Takeo, le commandant en chef de la 6e Flotte. Le 19 avril, le sous-marin quitte Truk pour Yokosuka, où il arrive le 25. Il est ensuite transféré à Kure.

### Première patrouille de Guerre
Après un entretien nécessaire, le I-41 quitta Kure pour patrouiller entre les îles de l'Amirauté et Wewak, en Nouvelle-Guinée, le 15 mai 1944. Aucune cible n'a été aperçue, mais alors qu'il était encore en patrouille le 13 juin, l'amiral Toyoda Soemu, commandant en chef de la Flotte combinée, a appris que le mouillage américain à Marujo était vide. L'amiral ordonna au vice-amiral Takagi de redéployer ses navires, dont le I-41, vers les îles Mariannes. Le I-41 reçut l'ordre le lendemain, étant envoyé dans une région au sud de Guam à la meilleure vitesse possible.
Le 15 juin 1944, l'invasion américaine de Saipan commença. En conséquence, la communication avec le vice-amiral Takagi Takeo et le commandement de la 6e Flotte fut perturbée et le commandement des sous-marins de la 6e Flotte passa au contre-amiral Owada Noboru du 7eescadron de sous-marins à Truk. Dans son dernier message envoyé depuis l'île, Takagi a annoncé que lui et son état-major prévoyaient de se joindre à une charge banzai imminente. Il a été promu amiral, à titre posthume. À la suite de cela, le I-41 a été redirigé vers une zone de patrouille au sud-est des Mariannes en compagnie des sous-marins R0-113, R0-114, R0-115 et R0-116.
Le 22 juin 1944, le I-41 fut détaché de son groupe et reçut l'ordre d'évacuer à Guam les aviateurs navals qui y étaient bloqués. Il arriva deux jours plus tard et arpenta l'île à la profondeur du périscope à la recherche d'un point d'embarquement approprié. Après le coucher du soleil, il a fait surface à 1 100 mètres au large et a contacté les unités à terre. Deux barges ont réussi à transférer un total de 106 pilotes (la plupart du 705e groupe aéronaval) avant qu'un bombardier de patrouille américain (un Consolidated B-24 Liberator) ne force le sous-marin à plonger. La poursuite de l'embarquement a été interrompue. Le sous-marin et ses passagers sont retournés à Ōita sur Kyushu, où ils ont débarqué le 30 juin 1944.
À partir du 1er juillet, le sous-marin arrive à Kure et commence l'entraînement au combat. Le 5 août, le commandement du sous-marin fut transféré au lieutenant commandant Kondo Fumitake, l'ancien commandant du R0-112; l'entraînement se poursuivit jusqu'au 9 octobre, date à laquelle le I-41 fut transféré à la base de Kaiten d'Otsujima en mer intérieure pour former les équipages de torpilles humaines, et retourna ensuite à Kure.

### Seconde patrouille de Guerre
Le 13 octobre, l'opération Sho-I-Go (Défense des Philippines) a été ordonnée. Six jours plus tard, le I-41 a quitté Kure pour patrouiller à l'est des Philippines. Le lendemain, une flotte américaine de 738 navires a débarqué à Leyte, précipitant l'ordre au I-41 de se diriger à la vitesse maximum vers une zone de patrouille à l'est de Leyte. Là, il a opéré en tandem avec le I-38. Le I-41 a déclaré avoir coulé un transport américain le 27 octobre, mais il n'y a pas de perte corroborante du côté américain.
Le 30 octobre, le sous-marin a signalé avoir repéré une force d'intervention avec trois porte-avions à 350 km à l'est au nord-est de l'île Suluan, mais n'a pas pu l'engager. Quelques jours plus tard, le 3 novembre, les vigies du I-41 ont aperçu ce qu'ils croyaient être un porte-avions près du Détroit de San-Bernardino, en compagnie d'autres navires. Il est possible que ce soit le USS Lexington, qui se trouvait dans la zone à ce moment-là. A 23h30, le lieutenant commandant Kondo a préparé son tir et a tiré une salve de torpilles sur la cible. L'une d'entre elles a touché le croiseur léger USS Reno à bâbord. Kondo a déclaré avoir coulé un porte-avions, mais en fait, aucun porte-avions n'a été touché et le Reno n'a pas coulé, étant ensuite remorqué à Ulithi par le remorqueur USS Zuni. Un bombardier d'attaque Yokosuka P1Y "Frances" a "confirmé" la réclamation du lieutenant commandant Kondo et il a reçu une citation spéciale de l'empereur Hirohito.
Le 12 novembre 1944, le lieutenant commandant Kondo a déclaré avoir attaqué une autre force opérationnelle. Cette communication fut le dernier mot reçu du I-41.

### Perte
A l'est de Samar, le 18 novembre 1944, au cours d'une patrouille de lutte anti-sous-marine en mer des Philippines, le porte-avions USS Anzio de la Task Group 30.7 (groupe opérationnel 30.7) a été alerté de la présence d'un sous-marin japonais dans sa zone d'opération par un message de renseignement à signaux "Ultra". Les avions du Anzio ont effectué un balayage de lutte anti-sous-marine. L'un des avions a signalé un contact radar avec un sous-marin en surface. Après une chasse de 14 heures, le USS Lawrence C. Taylor, dans une attaque coordonnée de grenades sous-marines avec son navire jumeau (sister ship) USS Melvin R. Nawman et deux avions du Anzio, a coulé le I-41 à la position géographique de 12° 44′ N, 130° 42′ E. Il n'y a eu aucun survivant. En retard sur la patrouille, le I-41 a été présumé perdu de vue le 2 décembre 1944 et retiré de la liste de la marine le 10 mars 1945.